# Kōshi Inaba

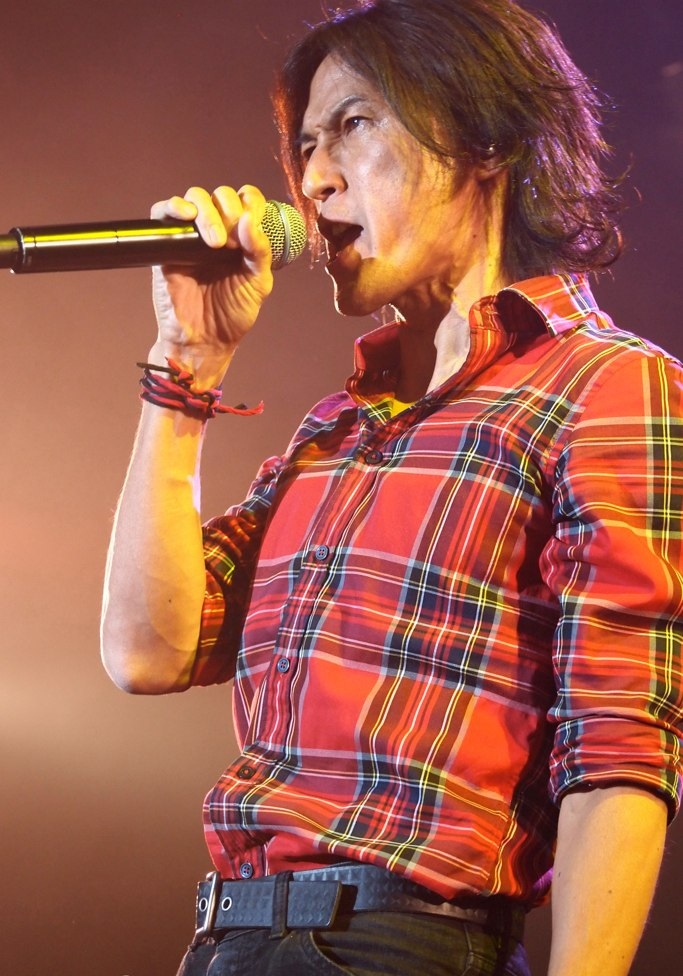
Kōshi Inaba, 2012

Kōshi Inaba (jap. 稲葉 浩志, Inaba Kōshi; * 23. September 1964) eigentlicher Name Hiroshi Inaba (稲葉 浩志, Inaba Hiroshi) ist der Sänger der japanischen Band B’z. Um seiner Stimme mehr Ausdruck zu verleihen, schreibt er selbst die Lyrics zu den Kompositionen von Takahiro Matsumoto.

## Biografie
Inaba Koshi, hauptberuflich Sänger bei dem Rock-Duo B’z, erblickte am 23. September 1964 als Inaba Hiroshi das Licht der Welt. Er ist der zweite Sohn einer Familie aus dem Mittelstand in Okayama, die auch heute noch das gleiche Geschäft betreibt.
In seiner (Hoch-)Schulzeit wurde er durch seinen Bruder auf die Musik aufmerksam und trat der Band eines Bekannten bei, welche aber nur einen einzigen Auftritt haben sollte. Es folgten die Studienjahre, in denen Hiroshi in seinem Hauptfach Mathematik zu den Top 3 des ganzen Landes gehörte und dabei nie seine musikalischen Aktivitäten vernachlässigte.
Nach Abschluss seines Studiums wollte der junge Hiroshi Lehrer werden, hätte dafür aber einige Einschränkungen in Kauf nehmen müssen und entschied sich kurzerhand dazu, eine Karriere als professioneller Sänger in Angriff zu nehmen. Seinen Namen änderte er vermutlich zu dieser Zeit in Koshi, die Namen bestehen aus den gleichen Kanji, welche beide Lesemöglichkeiten zulassen.
Die nächsten Jahre sollten zeigen, welch außergewöhnliches Talent Koshi besitzt. Er wurde innerhalb weniger Jahre zu einem der bekanntesten Sänger in Japan, aber dies ist auch die Geschichte von B’z, die ausführlicher in der Band Bio beschrieben wird.
1997 unterbrachen B’z ihre Aktivitäten und sowohl Tak als auch Koshi versuchten sich an Soloprojekten. Für Tak waren es nicht die ersten Solowerke, Koshi hingegen betrat musikalisches Neuland, denn bei der gemeinsamen Band hatte Tak immer die Arrangements und Kompositionen übernommen. Heraus kam dabei sein erstes Album "Magma", das noch einmal zurück in Richtung Blues-Rock gehen sollte, eine Phase, die B’z bereits zwei Jahre zuvor mit dem Doppelalbum "The 7th Blues" abgeschlossen hatten. Ganz der B’z-Tradition folgend stieg auch dieses Album auf den ersten Platz der Oricon-Charts.
Die neu gewonnenen, musikalischen Freiheiten gefielen Koshi offenbar so gut, dass er in unregelmäßigen Abständen immer wieder neue Werke veröffentlichte, ohne dabei jedoch seine Hauptband zu vernachlässigen. Sein jüngstes Album Peace of Mind erschien im September 2004. Diesem folgte eine landesweite Tour, die ihren Abschluss im zweiten Zuhause, der natürlich ausverkauften Arena von Yokohama fand. Aufnahmen dieser erfolgreichen Tour erschienen auf seiner ersten DVD Inaba Koshi Live 2004 EN.
Insgesamt ist Koshi zwar weit weniger aktiv, bei seinen Veröffentlichungen aber durchaus erfolgreicher als sein Partner. Zu seinen größten Fans gehört neben Rock-Queen Aikawa Nanase auch Teru von Glay.
Im November 2009 veröffentlichte er gemeinsam mit Gitarrenlegende Slash in Japan die Single Sahara, die bei den Arbeiten zu dessen neuem Soloalbum entstanden ist. Auf der B-Seite der Single ist das Lied Paradise City, neu aufgenommen mit Fergie von den Black Eyed Peas und Cypress Hill. Slash betonte allerdings, dass keines der beiden Lieder auf dem Album sein wird.

## Diskografie

### Alben
| Jahr | Titel           | Höchstplatzierung, Gesamtwochen, AuszeichnungChartsChartplatzierungen (Jahr, Titel, Platzierungen, Wochen, Auszeichnungen, Anmerkungen) | Anmerkungen                              |
| Jahr | Titel           | JP | Anmerkungen                              |
| ---- | --------------- | --- | ---------------------------------------- |
| 1997 | Magma (マグマ)  | JP1 Diamant · (12 Wo.)JP | Erstveröffentlichung: 29. Januar 1997    |
| 2002 | Shian (志庵)    | JP1 Platin · (14 Wo.)JP | Erstveröffentlichung: 9. Oktober 2002    |
| 2004 | Peace of Mind   | JP1 Platin · (11 Wo.)JP | Erstveröffentlichung: 22. September 2004 |
| 2010 | Hadou (ハドウ)  | JP1 Gold · (13 Wo.)JP | Erstveröffentlichung: 18. August 2010    |
| 2014 | Singing Bird    | JP1 Gold · (14 Wo.)JP | Erstveröffentlichung: 21. Mai 2014       |
| 2024 | Tadamono (只者) | JP1 Gold · (18 Wo.)JP | Erstveröffentlichung: 26. Juni 2024      |

### Singles
| Jahr | Titel Album  | Höchstplatzierung, Gesamtwochen, AuszeichnungChartsChartplatzierungen (Jahr, Titel, Album, Platzierungen, Wochen, Auszeichnungen, Anmerkungen) | Anmerkungen                             |
| Jahr | Titel Album  | JP | Anmerkungen                             |
| ---- | ------------ | --- | --------------------------------------- |
| 1998 | Tooku Made – | JP1 ×2Doppelplatin · (10 Wo.)JP | Erstveröffentlichung: 16. Dezember 1998 |
| 2003 | Akatsuki –   | JP1 Platin · (11 Wo.)JP | Erstveröffentlichung: 11. Juni 2003     |
| 2004 | Wonderland – | JP1 Platin · (12 Wo.)JP | Erstveröffentlichung: 14. Juli 2004     |
| 2010 | Okay –       | JP1 Gold · (11 Wo.)JP | Erstveröffentlichung: 23. Juni 2010     |
| 2016 | Hane –       | JP1 Gold · (19 Wo.)JP | Erstveröffentlichung: 13. Januar 2016   |

### Videoalben
| Jahr | Titel               | Höchstplatzierung, Gesamtwochen, AuszeichnungChartsChartplatzierungen (Jahr, Titel, Platzierungen, Wochen, Auszeichnungen, Anmerkungen) | Anmerkungen                             |
| Jahr | Titel               | JP | Anmerkungen                             |
| ---- | ------------------- | --- | --------------------------------------- |
| 2004 | Live 2004 ~en~      | JP5 Gold · (13 Wo.)JP | Erstveröffentlichung: 22. Dezember 2004 |
| 2011 | Live 2010 ~en II~   | JP1 (9 Wo.)JP | Erstveröffentlichung: 16. Februar 2011  |
| 2015 | Live 2014 ~en-ball~ | JP2 (10 Wo.)JP | Erstveröffentlichung: 18. November 2015 |
| 2016 | Live 2016 ~enIII~   | JP1 (9 Wo.)JP | Erstveröffentlichung: 3. August 2016    |